# Whitleigh
Whitleigh – dzielnica miasta Plymouth, w Anglii, w Devon, w dystrykcie (unitary authority) Plymouth. Whitleigh jest wspomniana w Domesday Book (1086) jako Witelei/Witeleia.